# Корневой чехлик

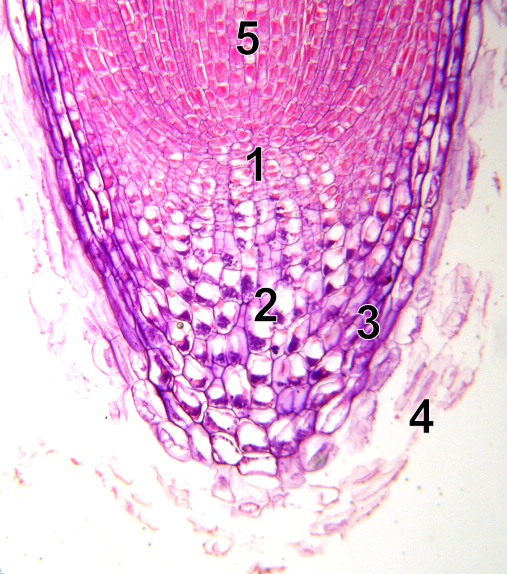

Корневой чехлик (лат. calyptra, pilleorrhiza) — защитное образование растущего кончика корня. Служит защитой преимущественно от механических повреждений. Это небольшой конусовидный колпачок, длиной обычно около 0,2 мм, реже (у воздушных корней) — до нескольких миллиметров, прикрывающий нежные клетки апикальной меристемы кончика корня и часть его зоны роста.
Клетки корневого чехлика образуются при первичном росте корня за счет деления клеток части апикальной меристемы — калиптрогена. Клетки корневого чехлика живут всего несколько суток и постоянно слущиваются с его поверхности. Отделившиеся таким образом клетки называются пограничными клетками. Наружные слои клеток чехлика секретируют слизь, состоящую в основном из полисахаридов. К этой слизи прилипают частицы почвы, что, возможно, защищает кончик корня от высыхания. Во многих источниках указывается также, что слизь служит смазкой при продвижении корня в почве.
Пограничные клетки влияют на плодородие почв и постоянство их состава, а также на почвенную экосистему.
Амилопласты центральной зоны корневого чехлика служат статолитами, которые обеспечивают георецепцию и положительный геотропизм растущего корня.
При выращивании методом гидропоники у некоторых растений корневой чехлик не формируется. В то же время у многих водных растений с плавающими корнями (например, видов рода ряска, водокрас, водяной орех) корневой чехлик может быть редуцирован и заменен корневым кармашком.